# Gonzalo Núñez de Lara
Gonzalo Núñez de Lara (c. 1165-después de 1230), hijo del conde Nuño Pérez de Lara y de Teresa Fernández de Traba fue un ricohombre y destacado miembro de la poderosa casa de Lara, una de las principales de los reinos de León y de Castilla. A diferencia de sus hermanos mayores, Fernando y Álvaro, con quienes estuvo en la Batalla de las Navas de Tolosa, la mayor parte de su vida transcurrió en el reino de León.

## Orígenes familiares
Habría nacido en la segunda década en la segunda mitad del siglo XII ya que aparece a principios de 1180 por primera vez confirmando diplomas reales de su padrastro el rey Fernando II. Fue el tercer hijo varón del conde Nuño Pérez de Lara quien falleció en la toma de Cuenca en 1177 y nieto paterno de Pedro González de Lara y de la condesa Ava. Gonzalo, por lo tanto, era bisnieto de su homónimo Gonzalo Núñez y de su esposa Goto Núñez. 
Su madre, Teresa Fernández de Traba, era hija fuera de matrimonio del conde Fernando Pérez, de la poderosa casa gallega de los Traba, y de Teresa Alfonso, hija ilegítima del rey Alfonso VI de León y de Jimena Muñoz. Antes de mantener una relación con el conde gallego, Teresa Alfonso había casado con el conde Enrique de Borgoña y fue la madre del primer rey de Portugal, Alfonso Énríquez. Después de enviudar de Nuño Pérez de Lara, Teresa Fernández de Traba fue la amante y después la segunda esposa del rey Fernando II de León. Por este motivo, el rey leonés fue el padrastro de los hijos del primer matrimonio de Teresa, los condes Fernando, Álvaro, Gonzalo Núñez de Lara y sus hermanas quienes se criaron en la corte leonesa.
Su hermano mayor, el conde Fernando fue alférez del rey Alfonso VIII y tenente en Asturias de Santillana, Aguilar, y Herrera en vida de su padre y a la muerte de este, el rey le encomendó el gobierno de Ubierna, Castilla la Vieja, La Bureba y Cuenca. Se enfrentó al rey Fernando III de Castilla y se refugió en Marrakech donde falleció en 1220. El otro hermano, Álvaro, también conde, fue alférez real, tutor de Enrique I de Castilla y uno de los más poderosos magnates de su tiempo.

## Biografía
Estuvo más ligado al reino de León y a las tierras gallegas donde se encontraban sus parientes maternos de la casa de Traba.  Ejerció el gobierno de varias tenencias, Alba de Tormes a partir de 1180 y después, entre 1195 y 1211 durante varios periodos, las plazas de Sarria, Montenegro, Asturias, Lemos, Trastámara, Limia y Monterroso, así como la de Aguilar de Campoo a partir de 1196.

Escudo de armas de la Casa de Lara.

Las relaciones entre los Lara y Alfonso IX se enfriaron cuando el rey nombró a Pedro Fernández de Castro su mayordomo mayor y este último convenció al rey para que se aliara con los almohades contra el reino de Castilla, lo que condujo a la excomulgación de ambos por el papa Celestino III que instó a los cristianos a rebelarse y los liberó de toda obediencia y fidelidad a su rey. Los hermanos Lara se mantuvieron fieles al rey Alfonso VIII de Castilla y Gonzalo, desde su tenencia de Aguilar de Campoo defendió la zona del alto Pisuerga.  Varios magnates leoneses como consecuencia de lo ocurrido, se marcharon a la corte del rey castellano. En abril de 1197, el rey leonés y su mayordomo organizaron otra incursión en tierras castellanas con el apoyo de los almohades pero las tropas castellano-aragonesas le hicieron frente aunque después los dos reinos cristianos llegaron a un acuerdo y los castellanos firmaron la paz con los almohades.
Gonzalo regresó a León y ya para septiembre de 1197 gobernaba la tenencia de Asturias, posiblemente debido a que muchas plazas asturianas fueron entregadas por Alfonso IX a la reina Berenguela de Castilla en arras y la reina pudo haber cedido el gobierno a sus vasallos castellanos ya que Gonzalo figura en la documentación en esos años como tenente arras regine de Asturiis.
Participó con sus hermanos en la Batalla de las Navas de Tolosa que se libró el 16 de junio de 1212 y, según Rodrigo Jiménez de Rada en su obra De rebus Hispaniae, mientras que Diego López de Haro estaba al frente de la vanguardia, Gonzalo «con los frailes del Temple, del Hospital, de Uclés, y de Calatrava (mandaba) el núcleo central». En septiembre de ese mismo año, las tropas musulmanas atacaron Baños, Tolosa y Ferral y durante veintidós días sitiaron Vilches que fue socorrida por Gonzalo, junto con Martín Núñez de Hinojosa y tropas de Madrid y Huete.
Otra vez tuvieron que enfrentarse los castellanos a Alfonso IX que intentaba que el rey Alfonso VIII le devolviera algunas plazas que había tomado aunque gracias a la mediación del señor de Vizcaya, ambos reyes llegaron a un acuerdo y Gonzalo regresó al reino de León y se encontraba en Galicia cuando falleció el rey Alfonso VIII de Castilla en 1214.
Cuando los enfrentamientos en Castilla después de la muerte de Alfonso VIII, Gonzalo al principio no se encontraba con sus hermanos ya que gracias al acuerdo entre el obispo Rodrigo Jiménez de Rada, la reina Berenguela, y Álvaro Núñez de Lara, su presencia no era necesaria. Para enero de 1215 estaba en la corte del nuevo rey castellano, el niño Enrique I de Castilla y fue en esas fechas cuando su hermano Álvaro, tutor del rey-niño, le concedió a Gonzalo la dignidad condal. Desempeñó un papel activo en la corte castellana durante esas fechas e intervino en el Tratado de Toro de 1216. Cuando estalló la guerra entre los bandos castellanos, su hermano Álvaro, regente del reino, le envió a luchar a Miranda de Ebro contra Lope Díaz de Haro aunque no se entabló el combate gracias a la mediación del clero. Su hermano le recompensó e hizo que el rey Enrique entregara a Gonzalo el castillo de Grañón y sus tierras donde se integraba Belorado que se convirtió en parte de su señorío.
Permaneció en Castilla hasta la muerte de Enrique I en 1217. Los Lara se oponían a Berenguela y al nuevo rey Fernando III ya que este intentó «atraerse a dos de las comarcas del ámbito de influencia de los hijos de Nuño Pérez de Lara: Belorado y Nájera», aunque el rey castellano tuvo que desistir al no poder tomar las fortalezas que ocupaba el conde Gonzalo Núñez. Al ver que varios sectores de la nobleza y el clero reconocieron los derechos de Berenguela y su hijo Fernando III de Castilla, los Lara prestaron resistencia, pero una vez que el conde Álvaro de Lara fue capturado, sus hermanos Fernando y Gonzalo Núñez de Lara capitularon.

## Muerte
Según Rodrigo Jiménez de Rada en su obra De rebus Hispaniae, el conde Gonzalo falleció en 1222 en Baena:

...como el conde Gonzalo Núñez, que se había marchado con los árabes, no podía ganarse el favor del rey de Castilla como pretendía, se volvió de nuevo con los agarenos; y cuando se hallaba en tierras de Córdoba, le sobrevino la muerte a causa de una enfermedad muy grave en la villa que se llama Baena y, trasladado por los suyos, fue enterrado en Cefinis donde los frailes del Temple tienen un oratorio.

Sin embargo, Gonzalo aparece en varios documentos después de esa fecha, lo cual contradice la versión de Jiménez de Rada. En junio de 1224 confirmó varios diplomas castellanos y pudo ser que cuando se encontraba en Baena enfermó y pidió ser enterrado en Ceinos de Campos, pero se recuperó y volvió a los reinos cristianos. El año siguiente junto con su esposa María y sus hijos Diego y Nuño hicieron una donación al monasterio de San Andrés de Arroyo y en 1227, él y su esposa vendieron unas propiedades en Cisneros a la abadía de Santa María de Benevívere, lo cual indica que no murió en Baena sino en tierras castellanas-leonesas. También aparece alrededor de 1230 en el monasterio de Las Huelgas de Burgos cuando empeña su heredad en Cuenca a su hermano el conde Fernando.

## Matrimonios y descendencia
Según consta en un documento del monasterio de Santa María de Sobrado de diciembre de 1201, Gonzalo contrajo un primer matrimonio con Jimena Meléndez, una noble gallega, posiblemente hermana de Nuño Meléndez, el primer esposo de la reina Urraca López de Haro.
Su segundo matrimonio fue con María Díaz de Haro, hija del señor de Vizcaya el conde Diego López II de Haro y de su segunda mujer Toda Pérez de Azagra. Después de enviudar, María pudo entrar en el monasterio de San Andrés de Arroyo donde después de hacer el noviciado, sucedió a su tía Mencía López de Haro como abadesa. De este matrimonio nacieron:
- Nuño González de Lara (m. Écija, 1275), llamado el Bueno, señor de la casa de Lara, participó en la conquista de Sevilla y otras plazas andaluzas con Fernando III y fue el esposo de Teresa Alfonso de León, hija ilegítima de Alfonso IX de León.[16]
- Diego González de Lara,[21] aparece en la documentación confirmando diplomas reales entre 1235 y 1239.
- Fernando González de Lara[21]
- Teresa González de Lara[21] (fallecida entre septiembre de 1244 y 1246), fue la segunda esposa del infante Alfonso de Molina y madre de Juana Alfonso de Molina quien contrajo matrimonio en 1269 con Lope Díaz III de Haro.[22] En septiembre de 1244, junto con su hermano Nuño otorgó una escritura en la cual se declara señora de Molina e hija del conde Gonzalo Núñez de Lara, mediante la cual ambos vendían todas las divisas que tenían en Santa María de Sasamón al obispo y a la Catedral de Burgos.